# Dark Medieval Times
Dark Medieval Times – debiutancki album muzyczny norweskiej grupy black metalowej Satyricon, wydany we wrześniu 1993 roku. Według słów samego Satyra, muzycy starali się oddać na płycie mrocznego ducha i czar Średniowiecza. Inspiracją przy tworzeniu płyty była też twórczość norweskiego rysownika i ilustratora Theodor'a Kittelsen'a. Teksty piosenek przez długi czas były tajemnicą. Na pierwszym wydaniu krążka nie zamieszczono jakichkolwiek informacji o muzykach czy zawartości płyty, za to na tylnej okładce widoczne są zdjęcia Satyra i Frosta. Informacje nie zostały także opublikowane na ich oficjalnej stronie.
Satyricon planował pierwotnie wydać swój debiutancki album przez wytwórnię płytową No Fashion Records, jednak ze względu na problemy finansowe wytwórni muzycy musieli nagrać krążek za własne pieniądze. Kasety z nagranym materiałem zostały rozesłane po różnych wytwórniach, umowę zawarto z Tatra Productions. Podwykonawcą został Moonfog Productions, wytwórnia założona prawdopodobnie na potrzeby wydania Dark Medieval Times przez Satyra i Tormoda Opedala.

## Lista utworów
Opracowano na podstawie materiału źródłowego.
1. "Walk the Path of Sorrow" – 8:18
2. "Dark Medieval Times" – 8:11
3. "Skyggedans" (Shadowdance) – 3:55
4. "Min Hyllest Til Vinterland" (My Tribute to the Winterland) – 4:29
5. "Into the Mighty Forest" – 6:18
6. "The Dark Castle in the Deep Forest" – 6:22
7. "Taakeslottet" (The Fogcastle) – 5:54

## Twórcy
Opracowano na podstawie materiału źródłowego.
- Sigurd "Satyr" Wongraven - wokal, gitara akustyczna, gitara elektryczna, gitara basowa, logo
- Kjetil-Vidar "Frost" Haraldstad - perkusja, logo
- Tord "Torden" Vardøen - instrumenty klawiszowe (muzyk sesyjny)
- J.M.S. - logo, ilustracje

## Wydania
| Rok  | Nr katalogowy | Format         | Wydawca                  | Region   | Źródło |
| ---- | ------------- | -------------- | ------------------------ | -------- | ------ |
| 1993 | FOG 001       | CD, Album      | Moonfog Productions      | Norwegia | [ 3 ]  |
| 1994 | FOG001LP      | LP, Album, Ltd | Moonfog Productions      | Norwegia | [ 3 ]  |
| 1996 | 106           | Cass, Album    | Morbid Noizz Productions | Polska   | [ 3 ]  |
| 2006 | Fog 6001      | CD, Album, RP  | Moonfog Productions      | Norwegia | [ 3 ]  |
| 2007 | CD 07-1379    | CD, Album, RE  | Irond                    | Rosja    | [ 3 ]  |